# الديابية (القصير)
الديابية قرية من قرى مركز القصير التابعة لمنطقة القصير في محافظة حمص. تقع جنوب غرب مدينة حمص. هذه القرية موالية لنظام بشار الأسد ويخرج منها شبيحة لمهاجمة المناطق  الموالية للثورة.